# Humanfysiologi
Humanfysiologi är den gren av fysiologin som studerar funktionen i människokroppens organ och organsystem. Framför allt är intresset riktat mot reglering av fysiologiska skeenden i den holopida kroppen. Den del av fysiologin som studerar fysiologiska skeenden i samband med sjukdom kallas patofysiologi. 

Humanfysilogi anses vara det mest komplexa området inom fysiologi.

## Historia
Större framsteg inom forskningsområdet gjordes inte förrän senare i historien.